# Ribasieira
Ribasieira (llamada oficialmente San Fins de Ribasieira) es una parroquia española del municipio de Puerto del Son, en la provincia de La Coruña, Galicia.

## Entidades de población
Entidades de población que forman parte de la parroquia:
- Bustiguillade
- Bustoseco
- Cabrais
- Calvelle
- Godón
- Inxerto
- Pousacarro
- Tara
- Xufres

## Despoblado
- Magdalena (A Madanela)[3]

## Demografía
| Gráfica de evolución demográfica de Ribasieira entre 2000 y 2019 |
|                                                                  |
| Datos según el nomenclátor publicado por el INE.                 |